# FIFA 12
 Der er for få eller ingen kildehenvisninger i denne artikel, hvilket er et problem. Du kan hjælpe ved at angive troværdige kilder til de påstande, som fremføres i artiklen.

FIFA 12 er den 19. og nyeste udgave i FIFA-serien

## Ligaer
| - A-League - Bundesliga - Pro League - Série A - Gambrinus liga - K League - Superligaen - Ligue 1 - Ligue 2 - 1. Bundesliga - 2. Bundesliga - Barclays PL - npower Championship - npower LeagueOne - npower League Two - Airtricity-ligaen | - Serie A - Serie B - Primera División - Tippeligaen - Æresdivisionen - Ekstraklasa - Primeira Liga - Vischaya - Scottish Premier League - La Liga - Segunda División - Major League Soccer - Allsvenskan - Super League - Süper Lig |

| computerspil | Spire Denne computerspilsrelaterede artikel er en spire som bør udbygges. Du er velkommen til at hjælpe Wikipedia ved at udvide den. |